# Frentes
Die Comarca Frentes ist eine der zwölf Comarcas in der Provinz Soria der autonomen Gemeinschaft Kastilien und León.
Sie umfasst 14 Gemeinden und einem Teil der Gemeinde Soria auf einer Fläche von 854,94 km² mit dem Hauptort Soria.

## Gemeinden
| Gemeinde              | Einwohner (2024) | Fläche km² | Dichte Einw./km² | Cod INE | Postleitzahl |
| --------------------- | ---------------- | ---------- | ---------------- | ------- | ------------ |
| Alconaba              | 199              | 52,29      | 4                | 42006   | 42134        |
| Aldealpozo            | 18               | 11,87      | 2                | 42011   | 42112        |
| Aldehuela de Periáñez | 30               | 27,38      | 1                | 42013   | 42180        |
| Arancón               | 76               | 77,76      | 1                | 42024   | 42180        |
| Cidones               | 314              | 71,20      | 4                | 42061   | 42145        |
| Fuentecantos          | 65               | 8,82       | 7                | 42087   | 42162        |
| Garray                | 785              | 76,24      | 10               | 42094   | 42162        |
| Golmayo               | 3.059            | 189,83     | 16               | 42095   | 42190        |
| Pozalmuro             | 46               | 36,80      | 1                | 42142   | 42112        |
| Renieblas             | 110              | 36,23      | 3                | 42154   | 42189        |
| Soria                 | 40.750           | 128,02     | 150              | 42173   | 42001–42005  |
| Valdegeña             | 37               | 13,30      | 3                | 42192   | 42112        |
| Velilla de la Sierra  | 27               | 18,57      | 1                | 42201   | 42189        |
| Villaciervos          | 86               | 81,34      | 1                | 42205   | 42192        |
| Villar del Campo      | 30               | 25,29      | 1                | 42208   | 42112        |
| Comarca Frentes       | 45.632           | 854,94     | 53               | –       | –            |

1. ↑   Ohne die beiden Exklaven, diese gehören zu den Comarcas Moncayo und Pinares.